# San Francisco (Atlántida)
San Francisco é uma cidade hondurenha do departamento de Atlántida. Em 2018, sua população era de 15 790 habitantes.